# Ashok Nanalal Mehta
Ashok Nanalal Mehta es un diplomático indio retirado del Indian Civil Service.
Hijo de Shanta Mehta y Nanalal Chamanlal Mehta, de 1949 a 1950 fue cónsul general para las posesiones portuguesas en la India en Panaji.
En 1951 fue secretario de embajada de primera clase en París.
De 1953 a 1956 fue secretario de embajada en el Ministerio de Asuntos Exteriores en Nueva Delhi.
De 1957 a 1959 fue secretario de embajada de primera clase y encargado de negocios en Viena.
Del 25 de enero de 1968 al 15 de julio de 1971 fue embajador en Kabul.
Del 15 de julio de 1971 a 1972 fue embajador en Lagos (Nigeria) y concurrente acreditado en Yaundé (Camerún).
Del 14 de octubre de 1975 al 30 de abril de 1979 fue embajador en México, D. F. y concurrente acreditado en Guatemala.